# Russell Brock
Russell Claude Brock (ur. 24 października 1903 w Londynie, zm. 3 września 1980 tamże) – brytyjski torakochirurg i kardiochirurg oraz polityk.

## Życiorys
Russel Brock był synem znanego fotografa Herberta Brocka. Od 1921 studiował medycynę, którą ukończył w 1927 jako bachelor medycyny (MB) i chirurgii (BS). W latach 1929–1930 odbył staż specjalistyczny u znanego amerykańskiego torakochirurga Evartsa Grahama (1883–1957) w Washington University w St. Louis. Po powrocie do Wielkiej Brytanii od 1932 do 1968 pracował na różnych stanowiskach w Guy´s Hospital i Royal Brompton Hospital w Londynie jako chirurg.
W latach czterdziestych był jednym z pionierów kardiochirurgii na zamkniętym sercu, zajmujących się leczeniem wrodzonych wad serca takich jak np. tetralogia Fallota. W 1948 wykonał jako pierwszy, z użyciem nowej techniki chirurgicznej przez dostęp z prawej komory na bijącym sercu, poszerzenia zwężonej zastawki tętnicy płucnej. Zabieg znany jest jako „Operacja Brocka". Jednocześnie wykonywał, równolegle z chirurgami amerykańskimi – Horace'em Smithym, Dwightem Harkenem i Charlesem Baileyem – operacje zwężonej zastawki mitralnej.
Za wkład w rozwój medycyny został wielokrotnie uhonorowany tytułem doktora honoris causa wielu uniwersytetów: University of Cambridge, Uniwersytet Hamburski, Uniwersytet Ludwika i Maksymiliana w Monachium i University of Leeds.
W 1966 został uhonorowany Medalem Listera.
5 lipca 1965 otrzymał z rąk królowej Elżbiety II tytuł sir stając się: Baron Brock of Wimbledon i od tej pory miał prawo zasiadania w Izbie Lordów.